# 邓巴战役 (1650年)
1650年9月3日，奥利弗·克伦威尔指挥的英格兰新模范军与大卫·莱斯利指挥的苏格兰军队在苏格兰鄧巴附近交战，战役以英格兰军队的决定性胜利告终，史称邓巴战役。邓巴战役是英格蘭入侵蘇格蘭中的第一场主要战役，此前，英格兰国王查理一世在1649年1月30日被处斩，苏格兰方面承认其子查理二世为不列颠国王，克伦威尔以此为由，于次年進攻蘇格蘭。
英格兰残缺议会在查理一世被处斩后建立了英吉利共和国。1650年5月1日，曾经与英格兰议会达成肃穆联盟与契约（Solemn League and Covenant，1643年）的苏格兰承认查理二世为全不列颠国王，他們還为了支持查理二世而组建军队。7月22日，克伦威尔指挥的兵力逾16000人的英格兰新模范军攻入苏格兰。苏格兰军队后撤至爱丁堡，並且他們一路上奉行焦土政策，没给英格兰人留下任何有用的东西。克伦威尔试图引诱苏格兰军队出战，但后者拒绝出战，克伦威尔想发动會戰的想法未能付諸實施，克伦威尔也没能想出攻破苏格兰人的防线的办法。8月底，新模范军已经因军粮短缺和疾病流行而战力大减，克伦威尔将军队撤至邓巴港。苏格兰军队随即进军，在Doon山丘上设立了牢固的据点，並能俯瞰邓巴全镇。9月2日，苏格兰人开始朝邓巴进军，英军在城镇外构筑防线。由于饥饿和疾病，英军的作战能力已大不如前，不過在另一边，苏格兰军中的精英力量也因宗教清洗而被逐出了军队。
9月3日破晓前，英军对苏格兰军发动突袭，后者卻全无防备。这场交火主要发生在战线东北侧，双方骑兵主力短暂交锋，未能分出胜负，双方步兵的交战结果也是类似結果。由于地形原因，莱斯利未能组织起援军，克伦威尔也在情急之下将最后的预备队投入了对苏格兰军的包抄。苏格兰骑兵在战斗中溃败，苏格兰步兵且战且退，並且遭遇重大伤亡。最后，约有300-500名苏格兰官兵阵亡，约1000名苏格兰人受伤，另有至少6000名苏格兰人被俘（苏格兰军队的总参战兵力至多为12500人）。
战后，苏格兰政府逃至史特靈，莱斯利在这里整顿了手下的残兵。英军夺取了爱丁堡以及具有巨大战略价值的港口利斯。1651年夏天，英军渡过福斯湾，並在法夫登陆。之后，英军在因弗基辛（Inverkeithing）战役中再次击败苏格兰军，苏格兰北部的一众战略要地因而受到威胁。莱斯利和查理二世随后向南进军，企图召集起英格兰的骑士党（英格兰内战中的王室支持者）力量，但未能成功。在乱局中撤离爱丁堡的苏格兰政府最终向克伦威尔投降，后者接着向南繼續追击苏格兰军。1651年9月3日，也就是邓巴战役的整整一年过后，伍斯特战役，克伦威尔最終彻底击败苏格兰军，结束了对苏格兰的作戰。